# آن در گرین گیبلز (مجموعه پویانمایی ۲۰۰۰)
آن در گرین گیبلز (انگلیسی: Anne of Green Gables: The Animated Series) یک مجموعه پویانمایی کانادایی است که توسط کوین سالیوان تهیه و تولید شده است ولی در سال های بعد توسط افراد دیگری توسعه داده شده است.

## شخصیت ها
| شخصیت         | توضیح |
| ------------- | --- |
| آن شرلی       | یک دختر یتیم که ماریلا و متیو کاتبرت سرپرستی او را قبول کردند.او به همراه دایانا،گیلبرت،فلیکس و فلیسیتی ماجرا های زیادی را به وجود می آورند.                                                           |
| دایانا بری    | بهترین دوست آن شرلی که اغلب با او در ماجراجویی های زیادی حضور دارد. |
| ماریلا کاتبرت | زنی مسن و خواهر متیو و سرپرست آن شرلی.او زنی به ظاهر جدّی اما مهربان است و به آن کمک می کند تا بتواند از ماجرا های مختلف،درس بگیرد.                                                                     |
| متیو کاتبرت   | مردی مسن و برادر ماریلا و سرپرست آن شرلی.او مردی شاد و مهربان است و در گرین گیبلز کشاورزی می کند. |
| گیلبرت بلایت  | یکی از دوستان آن،دایانا و فلیکس که معمولا با آنها ماجراجویی می کند.گیلبرت و آن در آینده ازدواج می کنند.                                                                                                |
| فلیکس کینگ    | از شخصیت های قصه های جزیره.او پسر بزرگ اَلِک کینگ و جانِت است.فلیکس یکی از دوستان آن،دایانا و گیلبرت است و با آنها ماجرا های زیادی را پشت سر می گذارد.                                                    |
| فلیسیتی کینگ  | از شخصیت های قصه های جزیره.او خواهر بزرگتر فلیکس،سیسیلی و دنیل و همچنین اولین فرزند الک و جانت است.وِی باهوش و مغرور است و چندان از آن خوشش نمی آید.اما گاهی در ماجرا ها آن و دوستانش را همراهی می کند. |
| هتی کینگ      | از شخصیت های قصه های جزیره.هتی معلم سخت گیر مدرسه اَوِنلی و عمه فلیسیتی،فلیکس،سیسیلی و دنیل است.او معلم آن و دوستانش نیز هست.اما در رمان اصلی،معلم آن شرلی آقای فیلیپس بود.                              |
| راشِل لیند     | همسایه ماریلا و متیو.او بهترین دوست ماریلا و هتی است.راشل زنی فضول و مهربان است. |
| پِگ بوئِن       | از شخصیت های قصه های جزیره.او یک جادوگر است و بچه های اونلی از او وحشت دارند.او گاهی به آن و دوستانش کمک می کند.                                                                                       |
| دِراید         | یک موجود فضایی که آن در خیال پردازی هایش با او صحبت می کند. |
| ویلو          | دو درخت سخنگو که آن در خیال پردازی هایش با آنها صحبت می کند. |
| بِنجامین       | یکی از کودکان ساکن اونلی. |